# امپاسکاجی
امپاسکاجی (به اسپانیایی: Ampascachi) یک منطقهٔ مسکونی در آرژانتین است که در La Viña Department واقع شده‌است.

## خصوصیات
امپاسکاجی ۱۸۵ نفر جمعیت دارد.